# Agrotis bipars
Agrotis bipars är en fjärilsart som beskrevs av Walker 1857. Agrotis bipars ingår i släktet Agrotis och familjen nattflyn. Inga underarter finns listade i Catalogue of Life.